# Mohamed Haddouche
Mohamed Amine Haddouche, (Algèria, 19 d'agost de 1984), és un jugador d'escacs algerià, que té el títol de Gran Mestre des de 2014.
A la llista d'Elo de la FIDE de l'agost de 2015, hi tenia un Elo de 2481 punts, cosa que en feia el jugador número 2 (en actiu) d'Algèria. El seu màxim Elo va ser de 2524 punts, a la llista de l'octubre de 2014 (posició 585 al rànquing mundial).

## Resultats destacats en competició
Mohamed Haddouche ha guanyat en sis ocasions el Campionat d'Algèria en els anys 2005, 2009, 2012, 2013, 2014 i 2015.
El 2004 fou tercer al Campionat d'Àfrica sub-20 de Trípoli (Líbia), per darrere de Mandhiza Farai i Bassem Amin, on obtingué el títol de Mestre Internacional.
L'octubre del 2014 fou campió del grup A del Memorial Med Slama, jugat a Monastir (Tuníssia).

### Participació en olimpíades d'escacs
Haddouche ha participat, representant Algèria, en cinc Olimpíades d'escacs entre els anys 2006 i 2014 (tres cops com a 1r tauler), amb un resultat de (+22 =13 –16), per un 55,9% de la puntuació. El seu millor resultat el va fer a les Olimpíada del 2014 en puntuar 7 de 10 (+6 =2 -2), amb el 70,0% de la puntuació.